# Ahvah nyelv
Az ahvah nyelv (ahvahul:Ашвaлъи мицIи, [aʃʷat͡ɬi mit͡s’ːi]) egy északkelet-kaukázusi nyelv, melyet 7.521 fő beszél, legfőképpen Dagesztánban, de  Azerbajdzsánnak a Zagatala régiójában is. 

## Földrajzi elhelyezkedés
Az ahvah nyelvet leginkább Dagesztánban, az Avar Kojszu és Andi Kojszu folyók között beszélik. Az ahvah nyelvet északira és délire bontják. Az északi ahvahok Tad-Magitl, Kvankero, Logonitl, Kuydab-Roso és Izani falvaiban élnek, míg a déli ahvahok Ratlub, Cegob (Tsegob) és Tlyanub falvaiban. Az azerbajdzsáni ahvah falu neve Ahvah-Dere (Akhvakh-Dere).

## Nyelvjárások
Az ahvah nyelvet két nyelvjárásra lehet osztani, amelyeket még szintén tovább lehet osztani:
- Északi ahvah
  - Ahahdere (Axaxdərə)
  - Cunta (Tsunta)
- Déli ahvah
  - Cegob
  - Ratlub
  - Tljanub

## Hangtan

### Mássalhangzók
|               |               | Labiális | Dentális | Dentális | Dentális | Alveoláris | Alveoláris | Alveoláris | Alveoláris | Palatális | Veláris | Veláris | Uvuláris | Uvuláris | Faringális | Glottális |
| ------------- | ------------- | -------- | -------- | -------- | -------- | ---------- | ---------- | ---------- | ---------- | --------- | ------- | ------- | -------- | -------- | ---------- | --------- |
| középső       | középső       | Labiális | Dentális | Dentális | Dentális | Laterális  | Laterális  |            |            | Palatális | Veláris | Veláris | Uvuláris | Uvuláris | Faringális | Glottális |
| lenis         | szibiláns     | Labiális | fortis   | lenis    | fortis   | lenis      | fortis     | lenis      | fortis     | Palatális | lenis   | fortis  |          |          | Faringális | Glottális |
| Nazálisok     | Nazálisok     | m        | n        |          |          |            |            |            |            |           |         |         |          |          |            |           |
| Plozivák      | zöngés        | b        | d        |          |          | d͡ʒ         |            |            |            |           | ɡ       |         | (ɢ͡ʁ)     |          |            |           |
| Plozivák      | zöngétlen     | p        | t        | t͡s       | t͡sː      | t͡ʃ         | t͡ʃː        | t͡ɬ         | t͡ɬː        |           | k       | kː      | q͡χ       | q͡χː      |            | ʔ         |
| Plozivák      | ejektív       | pʼ       | tʼ       | t͡sʼ      | t͡sːʼ     | t͡ʃʼ        | t͡ʃːʼ       | t͡ʃːʼ       | t͡ɬːʼ       |           | kʼ      | kːʼ     | q͡χʼ      | q͡χːʼ     |            |           |
| Frikatívok    | zöngétlen     |          |          | s        | sː       | ʃ          | ʃː         | ʃː         | ɬː         | ç         | x       | xː      |          |          | ħ/ʜ [1]    | h         |
| Frikatívok    | zöngés        |          | z        |          | ʒ        |            |            |            |            | ɣ         |         |         |          | ʕ/ʢ [1]  |            |           |
| Vibránsok     | Vibránsok     |          |          |          |          | r          |            |            |            |           |         |         |          |          |            |           |
| Approximánsok | Approximánsok |          |          |          |          |            |            | l          |            | j         |         |         |          |          |            |           |

### Magánhangzók
|         | elülső | hátsó |
| ------- | ------ | ----- |
| zárt    | i      | u     |
| középső | e      | o     |
| nyitott | a      | a     |

## Példa szavak
| magyar    | ahvah    |
| --------- | -------- |
| én        | дене     |
| te        | мене     |
| egy       | чебе     |
| kettő     | кӏеда    |
| három     | лъӏвада  |
| négy      | бокъӏода |
| öt        | иштуда   |
| víz       | лъени    |
| fa        | руша     |
| kutya     | хве      |
| nap (24h) | жо       |
| éj        | палъӏа   |
| hús       | рикьи    |
| ember     | аᵸде     |